# Tojad mołdawski
Tojad mołdawski (Aconitum moldavicum) – gatunek rośliny należący do rodziny jaskrowatych. W Polsce występuje tylko podgatunek A. moldavicum subsp. hosteanum nazywany też tojadem Hosta.

## Rozmieszczenie geograficzne
Jest subendemitem karpackim występującym w całych niemal Karpatach (prawdopodobnie nie występuje tylko w słowackich Karpatach Zachodnich), a także na Wyżynie Transylwańskiej, na Roztoczu, w Opolu, w Gołogórach, Woroniakach, Miodoborach, na zachodnim Wołyniu i południowym Małym Polesiu. W Polsce występuje na ograniczonym obszarze; na Wyżynie Małopolskiej, w Kotlinie Sandomierskiej, w Górach Świętokrzyskich i w Karpatach Wschodnich po Beskid Sądecki (na Rozsypańcu, Rozsypańcu 1115 m, w Hoczwi, Siankach i w Mikowie). Występuje też w Górach Sanocko-Turczańskich (w rezerwacie przyrody Góra Sobień i na górze Krzyż), oraz w Beskidzie Niskim w dolinie Roztoki. Jego występowanie w Polsce wymaga dalszych badań terenowych, a podawane stanowiska na Pogórzu Przemyskim wymagają potwierdzenia.

## Morfologia
PokrójBylina osiągająca do 150 cm wysokości o wzniesionej i silnie rozgałęzionej łodydze, górą pokrytej białymi, łukowatymi włoskami.
LiścieDłoniasto-klapowane, składające się z 3–5, wyjątkowo do 7, przeważnie 3-wrębnych, grubo ząbkowanych odcinków. Liście na górnej stronie ciemnozielone, na brzegach i na nerwach owłosione.
KwiatyZebrane w luźny, groniasty kwiatostan. Jego gałązki, szypułki kwiatowe i podkwiatki są owłosione. Kwiaty są niebieskie lub jasnofioletowe, mają wydłużony hełm o szerokości 5–8 mm i długości 15–25 mm. Nad dzióbkiem jest nieco wcięty. Słupki kwiatowe są nagie. Miodniki wyrastają na długich trzonkach i mają ślimakowato zwiniętą ostrogę.
OwocOwłosione lub nagie mieszki z brunatnymi nasionami o oskrzydlonych krawędziach.

## Biologia i ekologia
Bylina, hemikryptofit. Kwitnie od czerwca do sierpnia, zapylany jest przez trzmiele. Rozmnaża się przez nasiona, ale również wegetatywnie. Liczba chromosomów 2n = 16. W Bieszczadach rośnie na połoninach i w ziołoroślach. Występuje również w niższych położeniach górskich wzdłuż potoków w olszynce karpackiej (Alnetum incane). Poza Karpatami spotykany jest w wilgotnych zaroślach i lasach.
Jak wszystkie gatunki tojadów jest rośliną bardzo silnie trującą, jedną z najbardziej trujących rosnących u nas. Trująca jest cała roślina, a szczególnie nasiona i korzenie. Roślina zawiera akonitynę, która w niewielkich dawkach działa pobudzająco, przy większych powoduje paraliż nerwów ruchowych i czuciowych, w rezultacie śmierć. Może się wchłaniać także przez skórę.

## Zagrożenia i ochrona
Gatunek umieszczony w Polskiej Czerwonej Księdze Roślin w kategorii VU – narażony. Tę samą kategorię posiada na polskiej czerwonej liście. W Polsce gatunek ten objęty jest całkowitą ochroną. Generalnie nie jest zagrożony, zagrożone są jedynie niektóre jego stanowiska na niżu i na pogórzu, znajdujące się w intensywnie użytkowanych lasach. Liczne jego stanowiska są chronione w parkach narodowych (Bieszczadzkim i Magurskim) oraz w rezerwacie przyrody Góra Sobień.